# ألفين بنيامين روبين
ألفين بنيامين روبين (بالإنجليزية: Alvin Benjamin Rubin) (و. 1920 – 1991 م) هو محامي، وقاضي من الولايات المتحدة الأمريكية .
وهو عضو في الحزب الديمقراطي الأمريكي .

## التعليم
تعلم في جامعة ولاية لويزيانا.